# Битва під Гросс-Єгерсдорфом
Битва під Гросс-Єгерсдорфом — одна з битв Семирічної війни, перша в ході цієї війни битва між російськими і прусськими військами. Відбулася 30 (19 серпня за старим стилем) серпня 1757 року біля села Гросс-Єгерсдорф у Східній Пруссії. Попри свою перемогу російська армія через бездіяльність свого командувача фельдмаршала Апраксіна відступила назад у Лівонію.

## Передумови битви
З початком Семирічної війни Російська імперія виступила проти Пруссії. Росіяни зібрали 100-тисячну армію на чолі з фельдмаршалом Степаном Апраксіним. Апраксін був бездарним військовим і не був готовий командувати такими значними військовими силами, тому він довго не наважувався виступити у похід і через армія стояла в Лівонії. Нарешті, улітку 1757 року після поразки Фрідріха II у битві під Колінном російська імператриця Єлизавета Петрівна наказала Апраксіну вторгнутися у Східну Пруссію. 6 липня 1757 року у взаємодії з кораблями Балтійського флоту російські війська генерала Фермора взяли штурмом Мемель. Основні сили Апраксіна рушили на Гумбіннен.
Східну Пруссію обороняв корпус фельдмаршала Йоганна фон Левальда, який налічував 30,5 тисяч вояків і 10 тисяч ополченців. Довгий час Левальд з військом стояв на оборонній позиції під Велау, але дізнавшись про з'єднання дивізії Фермора з головними силами Апраксіна, вирішив здійснити обхідний маневр і дати бій противнику.
25 — 27 серпня 1757 року армія Апраксіна переправилася через ріку Прегель в районі селища Норкітен і далі розташувалася табором між ріками Прегель і Ауксина. Місцевість в цьому районі сприяла обороні, бо навколо були ліси і водойми. Піхота була зосереджена в таборі, а кіннота перед нею. Фланги армії Апраксін прикрив дуже слабко, через те що дуже покладався на непрохідність для противника лісу. Розвідки противника Апраксін не проводив.
Тимчасом Левальд 29 серпня провів рекогносцировку місцевості, але він не зміг дізнатися точні сили росіян.

## Сили сторін
Корпус Левальда напередодні битви налічував близько 28 тисяч вояків і мав 35 польових та 20 важких гармат. Російська армія Апраксіна мала 55 тисяч вояків, 154 полкові та 79 польових гармат, 30 «шуваловських» гаубиць.

## Хід битви
Увечері 29 серпня Апраксін розпорядився вранці наступного дня залишити табір і продовжити рух до Алленбургу. На той же самий ранок 30 серпня прусський командувач Левальд запланував атаку російських позицій.
Вранці 30 серпня російські війська вийшли з табору і випадково зіткнулися з передовими прусськими частинами. Через несподіванку у російських військах почалися паніка і хаос. О 4.30 ранку прусські війська згідно з планом Левальда починають наступ. Прусська кіннота прорвала правий фланг російської армії і зайшла росіянам у тил. На лівому фланзі прусські кіннотники потіснили російську калмицьку кінноту. Але росіяни відбили всі прусські атаки за допомогою своєї артилерії, яка значно переважала прусську.
Головний удар пруссаки завдали по лівому флангу росіян. Там оборонялися 1-ша дивізія Фермора і 2-га дивізія Лопухіна. Російська бригада генерала Вільбоа не зважаючи на величезні втрати відбила всі атаки пруссаків і не відступила ні на крок. Російська артилерія зірвала прусський наступ. «Шуваловські» гаубиці завдали пруссакам великих втрат і ті були змушені панічно відходити.
В розпал бою резерви російської 3-ї дивізії зупиняють прусську кінноту.
Хід битви був вирішений на користь росіян після того як у бій вступили чотири свіжі полки генерала Румянцева. Не чекаючи наказу командування Румянцев вирішив самостійно атакувати пруссаків і наніс удар по лівому флангу прусської піхоти. Атака Румянцева привела до розгрому прусських військ і контрнаступу російської армії. Прусська армія втекла з поля бою, але росіяни їх і не переслідували.

## Втрати сторін
Під Гросс-Єгерсдорфом росіяни втратили 1487 вояків убитими (серед них командир 2-ї дивізії генерал-аншеф Лопухін і бригадир Василь Капніст) і ще близько 4000 вояків пораненими. Пруссаки втратили до 5400 вояків убитими і пораненими.

## Наслідки битви
Прусські війська зазнали поразки, але Апраксін не став просуватися вглиб Східної Пруссії. У вересні 1757 року він несподівано почав відступ назад, у Лівонію. Дії фельдмаршала були оголошені зрадою, його зняли з посади і збиралися засудити однак він помер під час слідства. Попри це вже в січні 1758 року росіяни відновили свій наступ і захопили Східну Пруссію фактично без бою.